# Іст-Провіденс (Род-Айленд)
Іст-Провіденс (англ. East Providence) — місто (англ. city) в США, в окрузі Провіденс штату Род-Айленд. Населення — 47 139 осіб (2020).

## Географія
Іст-Провіденс розташований за координатами 41°48′0″ пн. ш. 71°21′24″ зх. д. / 41.80000° пн. ш. 71.35667° зх. д. (41.799956, -71.356584). За даними Бюро перепису населення США в 2010 році місто мало площу 42,87 км², з яких 34,29 км² — суходіл та 8,58 км² — водойми.

## Демографія

### Перепис 2010
Згідно з переписом 2010 року, у місті мешкало 47 037 осіб у 20 201 домогосподарстві у складі 12 189 родин. Густота населення становила 1097 осіб/км². Було 21440 помешкань (500/км²).
Расовий склад населення:
| - 84,0 % — білих - 5,8 % — чорних або афроамериканців - 1,5 % — азіатів - 0,5 % — корінних американців - 3,9 % — осіб інших рас |

До двох чи більше рас належало 4,2 %. Частка іспаномовних становила 4,1 % від усіх жителів.
За віковим діапазоном населення розподілялося таким чином: 19,5 % — особи молодші 18 років, 62,1 % — особи у віці 18—64 років, 18,4 % — особи у віці 65 років та старші. Медіана віку мешканця становила 42,6 року. На 100 осіб жіночої статі у місті припадало 88,1 чоловіків; на 100 жінок у віці від 18 років та старших — 84,9 чоловіків також старших 18 років.
Середній дохід на одне домашнє господарство становив 64 142 долари США (медіана — 51 051), а середній дохід на одну сім'ю — 72 984 долари (медіана — 62 457). Медіана доходів становила 47 844 долари для чоловіків та 42 172 долари для жінок. За межею бідності перебувало 12,2 % осіб, у тому числі 17,5 % дітей у віці до 18 років та 9,8 % осіб у віці 65 років та старших.
Цивільне працевлаштоване населення становило 22 824 особи. Основні галузі зайнятості: освіта, охорона здоров'я та соціальна допомога — 29,0 %, роздрібна торгівля — 12,0 %, мистецтво, розваги та відпочинок — 9,7 %, виробництво — 8,6 %.

### Перепис 2000
За даними перепису 2000 року
на території муніципалітету мешкало 49 515 людей, було 20 530 садиб.
Густота населення становила 1.401,8 осіб/км². З 20 530 садиб у 27,1 % проживали діти до 18 років, подружніх пар, що мешкали разом, було 46,3 %, садиб, у яких господиня не мала чоловіка — 12,7 %, садиб без сім'ї — 37,4 %.
Власники 14,6 % садиб мали вік, що перевищував 65 років, а в 32,4 % садиб принаймні одна людина була старшою за 65 років. Кількість людей у середньому на садибу становила 2,33, а в середньому на родину 2,99.
Дохід на душу населення був 19 527 доларів. Приблизно 6,3 % родин та 8,6 % населення жили за межею бідності.
Медіанний вік населення становив 40 років. На кожних 100 жінок віком понад 18 років припадало 82,6 чоловіків.